# Rinn
Rinn est une commune autrichienne du district d'Innsbruck-Land dans le Tyrol.

## Histoire
En 1670 l'église Judenstein fut bâti. Selon la légende, c'est là que Anderl von Rinn a été tué en 1462. Judenstein a été un lieu de pèlerinage, mais en 1994 l'evêque Reinhold Stecher a aboli le lieu de pèlerinage.